# Görög férfi vízilabda-válogatott
A görög férfi vízilabda-válogatott Görögország nemzeti csapata, amelyet a Görög Úszó-szövetség (görögül: Κολυμβητικη Ομοσπονδια Ελλαδοσ) irányít. A válogatott eredményeit tekintve nem tartozik a sikeresebb válogatottak közé. Legjobb eredménye két bronzérem, amelyeket a 2005-ös montréali és 2015-ös kazanyi világbajnokságokon szerzett. E mellett még a világligában szereztek bronzérmet két alkalommal illetve az 1997-es világkupán voltak másodikok. Az olimpiai játékokon összesen 14-szer vettek részt, melyen a legsikeresebb helyezésük egy 4. hely a hazai rendezésű 2004-es nyári olimpiai játékokon.

## Eredmények

### Olimpiai játékok
- 1900 — Nem vett részt
- 1904 — Nem vett részt
- 1908 — Nem vett részt
- 1912 — Nem vett részt
- 1920 — 5. hely
- 1924 — Negyeddöntő
- 1928 — Nem vett részt
- 1932 — Nem vett részt
- 1936 — Nem vett részt
- 1948 — Első kör
- 1952 — Nem vett részt
- 1956 — Nem vett részt
- 1960 — Nem vett részt
- 1964 — Nem vett részt
- 1968 — 14. hely
- 1972 — 14. hely
- 1976 — Nem vett részt
- 1980 — 10. hely
- 1984 — 8. hely
- 1988 — 9. hely
- 1992 — 10. hely
- 1996 — 6. hely
- 2000 — 10. hely
- 2004 — 4. hely
- 2008 — 7. hely
- 2012 — 9. hely
- 2016 — 6. hely
- 2020 —  Ezüst
- 2024 — Kijutott

### Világbajnokság
- 1973: 12. hely
- 1975: Nem jutott be
- 1978: 12. hely
- 1982: 12. hely
- 1986: 11. hely
- 1991: 10. hely
- 1994: 7. hely
- 1998: 8. hely
- 2001: 6. hely
- 2003: 4. hely
- 2005: Bronzérmes
- 2007: 6. hely
- 2009: Nem jutott be
- 2011: Nem jutott be
- 2013: 6. hely
- 2015: Bronzérmes
- 2017: 4. hely
- 2019: 7. hely
- 2022: Bronzérmes
- 2023: Ezüstérmes
- 2024: 5. hely
- 2025: Bronzérmes

### Világliga
- 2002: 4. hely
- 2003: 5. hely
- 2004: Bronzérmes
- 2005: 5. hely
- 2006: Bronzérmes
- 2007: Selejtezőkör
- 2008: 8. hely
- 2009: Selejtezőkör
- 2010: Selejtezőkör
- 2011: Selejtezőkör
- 2012: Selejtezőkör
- 2013: Selejtezőkör
- 2014: Selejtezőkör
- 2015: Selejtezőkör
- 2016: Bronzérmes
- 2017: Selejtezőkör
- 2018: Selejtezőkör
- 2019: 7. hely
- 2020: Bronzérmes
- 2022: 7. hely

### Európa-bajnokság
| - 1926: Nem jutott be - 1927: - 1931: Nem jutott be - 1934: Nem jutott be - 1938: Nem jutott be - 1947: Nem jutott be - 1950: Nem jutott be - 1954: Nem jutott be - 1958: Nem jutott be - 1962: Nem jutott be - 1966: Nem jutott be - 1970: 10. hely - 1974: Nem jutott be - 1977: Nem jutott be - 1981: Nem jutott be - 1983: Nem jutott be - 1985: 8. hely - 1987: Nem jutott be | - 1989: 11. hely - 1991: 6. hely - 1993: 7. hely - 1995: 9. hely - 1997: 7. hely - 1999: 4. hely - 2001: 7. hely - 2003: 7. hely - 2006: 6. hely - 2008: 11. hely - 2010: 9. hely - 2012: 6. hely - 2014: 6. hely - 2016: 4. hely - 2018: 5. hely - 2020: 7. hely - 2022: 5. hely - 2024: 5. hely |